# NGC 2295
NGC 2295 (другие обозначения — ESO 490-47, MCG -4-16-21, VV 178, CGMW 2-34, PGC 19607) — спиральная галактика (Sab) в созвездии Большой Пёс.
Этот объект входит в число перечисленных в оригинальной редакции «Нового общего каталога».
С этой галактикой связан компактный источник инфракрасного излучения на длине волны 200 мм. NGC 2295 расположена рядом с парой галактик NGC 2292/NGC 2293.